# Cantó de Vézelay
El cantó de Vézelay és un cantó francès del departament del Yonne, situat al districte d'Avallon. Té 18 municipis i el cap és Vézelay.

## Municipis
- Asnières-sous-Bois
- Asquins
- Blannay
- Brosses
- Chamoux
- Châtel-Censoir
- Domecy-sur-Cure
- Foissy-lès-Vézelay
- Fontenay-près-Vézelay
- Givry
- Lichères-sur-Yonne
- Montillot
- Pierre-Perthuis
- Saint-Moré
- Saint-Père
- Tharoiseau
- Vézelay
- Voutenay-sur-Cure

## Història
| Data d'elecció                           | Identitat              | Partit                     | Qualitat |
| ---------------------------------------- | ---------------------- | -------------------------- | -------- |
| 1945-1955                                | Charles Flandin        | republicà radical          |          |
| 1955-1958                                | Pierre-Étienne Flandin | AD                         |          |
| 1958-1992                                | Paul Flandin           | Divers droite, després UDF |          |
| 1992-                                    | André Villiers         | Divers droite, després NC  |          |
| les dades anteriors no són pas conegudes |                        |                            |          |
|                                          |                        |                            |          |